# Enrico Ghezzi
Enrico Ghezzi (Lovere, 26 giugno 1952) è un critico cinematografico, scrittore, autore televisivo, conduttore televisivo, regista e attore italiano.

## Biografia
Nato a Lovere, in provincia di Bergamo, in giovinezza si trasferisce a Genova, dove frequenta il cineclub Filmstory e il gruppo scout Agesci.
Dopo la maturità classica, Ghezzi si laurea in filosofia presso l'Università degli Studi di Genova con una tesi in filosofia morale. Nel 1974 è tra i fondatori della rivista Il Falcone Maltese assieme a Teo Mora e Marco Giusti. Nel 1975 partecipa alla nascita della prima radio privata genovese, Radio Genova International, con un programma di critica cinematografica.
Collabora per un anno con la cattedra di filosofia morale dell'Università di Genova come assistente, ma nel 1978 entra alla Rai vincendo un concorso per programmista e inizia così a curare il palinsesto cinematografico della Rai 3 di Angelo Guglielmi dal 1987 al 1994. Nel 1985 idea la maratona televisiva di quaranta ore non-stop La magnifica ossessione, una delle più lunghe mai realizzate sulla Rai, per celebrare i novant'anni del cinema. Nel 1988 è l'inventore del contenitore televisivo notturno Fuori orario. Cose (mai) viste ed è uno dei creatori di Schegge. Nel 1989 ha creato Blob, striscia satirica quotidiana composta da montaggi di frammenti televisivi tuttora in onda nel preserale di Rai 3.

Enrico Ghezzi (a destra) e Marco Giusti agli esordi di Blob, 1989 circa

Nel 1989 ha diretto Gelosi e tranquilli, episodio del film Provvisorio quasi d'amore. Inoltre ha diretto il Festival cinematografico di Taormina dal 1991 al 1998.
Nel 2001 ha ideato e organizzato a Lipari gli incontri di cinema e filosofia Il vento del cinema e, nello stesso anno, ha curato con Roberto Turigliatto, per la 58ª Mostra del Cinema di Venezia, la retrospettiva su Guy Debord.
Nel 2009 la Rai ha celebrato il ventennale di Blob con un cartoon interamente incentrato su Enrico Ghezzi: Hello Ghezzy!, realizzato da Mario Verger. Nel 2011 ha curato per Rai 3 il programma in sei puntate Zaum - Andare a parare.
Alla 79ª Mostra internazionale d'arte cinematografica di Venezia è stato presentato il film Gli ultimi giorni dell'umanità, realizzato da Alessandro Gagliardo e Enrico Ghezzi con la figlia Aura Ghezzi, utilizzando per gran parte materiali del suo grande archivio audiovisivo.
Si è distinto per diverse collaborazioni in ambito musicale con artisti come Tying Tiffany e i Jetlag (supergruppo comprendente Livio Magnini dei Bluvertigo, il cui brano Jetlag Effect contiene un suo parlato) e ne ha realizzato anche alcuni videoclip musicali, come nel caso di Strani giorni di Franco Battiato, Amerika dei 99 Posse e Le danze del XX° secolo dei Tazenda.
Da diversi anni Enrico Ghezzi è affetto dalla malattia di Parkinson. Nel 2009 è rimasto coinvolto insieme al regista Luciano Emmer in un incidente automobilistico, avvenuto a Roma sulla via Nomentana. Nel 2019, per pensionamento, lascia la Rai.

## Vita privata
Sposato con la sceneggiatrice Nennella Bonaiuto, ha tre figli: Martina, Aura e Adelchi.

## Filmografia

### Regista
- Le paure e la città – cortometraggio documentario (1979)
- Gelosi e tranquilli, episodio di Provvisorio quasi d'amore (1988)[9]
- Hai-Kubrick – cortometraggio (1999)
- 24 ore/10 secondi (neanche un canguro) – documentario (2000)
- La sindrome di Varanasi – documentario (2000)[10]
- Con aura senz'aura: Viaggio ai confini dell'arte – documentario (2003)
- Schegge di cinema e filosofia – documentario (2007)
- Zaum - Andare a parare – serie TV (2011)
- Egh c'è e non c'è - Carta bianca a Enrico Ghezzi – cortometraggio documentario (2012)
- Gli ultimi giorni dell'umanità - co-regia con Alessandro Gagliardo (2022)

### Attore
- Blu cobalto, regia di Gianfranco Fiore (1985)
- Gelosi e tranquilli, regia di Enrico Ghezzi, episodio di Provvisorio quasi d'amore (1988)
- Barbablù, Barbablù, regia di Fabio Carpi (1989)
- Piccoli orrori, regia di Tonino De Bernardi (1995)
- Visioni di Palio, regia di Anton Giulio Onofri (2004)
- Chant d'hiver, regia di Otar Iosseliani (2015)

## Opere
- Stanley Kubrick, Firenze, La nuova Italia, 1977; 1983; Milano, Il castoro, 1995. ISBN 88-8033-027-6; 2002. ISBN 88-8033-027-6.
- Kim Arcalli: montare il cinema, a cura di e con Marco Giusti, Venezia, Marsilio, 1980.
- Billy Billie. Tutti i film di Billy Wilder, a cura di e con Marco Giusti, Montepulciano, Editori del Grifo, 1981. ISBN 88-85282-00-8.
- Introduzione a Jerry Lewis, Scusi dov'è il set? Confessioni di un film-maker, Venezia, Arsenale, 1982.
- Walt Disney. Con la filmografia completa e un inedito di Ejzensteijn, a cura di e con Edoardo Bruno, Venezia, La Biennale di Venezia, 1985. ISBN 88-208-0325-9.
- Nota in Ben Hecht, Delitto senza passione, Palermo, Sellerio, 1986.
- Presentazione di Giuseppe Marchetti, Luciano Pinelli e Gabriele Rifilato, VHS film guida 1991, Torino, Nuova ERI edizioni RAI, 1991. ISBN 88-397-0590-2.
- Intervento in Vladimir Fava (a cura di), Il libro di Blob, Torino, Nuova ERI, 1993. ISBN 88-397-0753-0.
- Schifano. Reperti, Milano, Torcular, 1993.
- Nota in Samson Raphaelson, L'ultimo tocco di Lubitsch, Milano, Adelphi, 1993. ISBN 88-459-0978-6.
- "Panta", n. 13, Cinema, a cura di, Milano, Bompiani, 1994. ISBN 88-452-2194-6.
- Nota in Francesco Calogero e Ninni Bruschetta, La gentilezza del tocco . Tre sceneggiature, Palermo, Sellerio, 1994. ISBN 88-389-1087-1.
- Prefazione a Stanley Kubrick, Ladro di sguardi. Fotografie di fotografie, 1945-1949, Milano, Bompiani, 1994. ISBN 88-452-2410-4.
- Testo di Olivo Barbieri, Illuminazioni artificiali, Milano, Motta, 1995. ISBN 88-7179-054-5.
- Paura e desiderio. Cose (mai) viste, 1974-2001, Milano, Bompiani, 1995. ISBN 88-452-2631-X.
- Saggio in Edgar Morin, Le star, Milano, Olivares, 1995. ISBN 88-85982-21-2.
- Postfazione a Federico Fellini, Il viaggio di G. Mastorna, Milano, Bompiani, 1995. ISBN 88-452-2465-1.
- "Panta", n. 14, Musica, a cura di, Milano, Bompiani, 1996. ISBN 88-452-2714-6.
- Prefazione a Patti Smith, Mar dei Coralli, Milano, Bompiani, 1996. ISBN 88-452-2885-1.
- Prefazione a Bernardo Bertolucci, Io ballo da sola, Milano, Bompiani, 1996. ISBN 88-452-2887-8.
- Cose (mai) dette. Fuori orario di fuori orario (librorale), con CD, Milano, Bompiani, 1996. ISBN 88-452-2902-5.
- Amir Naderi. New York city 1997. Décollages murali di New York in venticinque fotografie, Bergamo, Galleria Ceribelli, 1997.
- Introduzione a Vladimir Nabokov, Lolita. (Sceneggiatura), Milano, Bompiani, 1997. ISBN 88-452-2602-6.
- Nota in Quentin Tarantino, Dal tramonto all'alba, Milano, Bompiani, 1997. ISBN 88-452-3046-5.
- Prefazione a Gregory Mcdonald, Il coraggioso, Milano, Bompiani, 1997. ISBN 88-452-3145-3.
- Il mezzo e l'aria, Milano, Bompiani, 1997. ISBN 88-452-3530-0.
- Prefazione a Andrea Di Quarto e Michele Giordano, Moana e le altre. Vent'anni di cinema porno in Italia, Roma, Gremese, 1997. ISBN 88-7742-067-7.
- Introduzione a Quentin Tarantino, Jackie Brown, Milano, Bompiani, 1998. ISBN 88-452-3771-0.
- Prefazione a Mario Martone, Teatro di guerra. Un diario, Milano, Bompiani, 1998. ISBN 88-452-3772-9.
- Discorso su due piedi (il calcio), con Carmelo Bene, Milano, Bompiani, 1998. ISBN 88-452-3773-7.
- Nota in Luca Ragagnin, Fabbriche Lumiere, con CD, Milano, Bompiani, 1998. ISBN 88-452-3776-1.
- Curatela di Massimo D'Alema, Parole a vista, Milano, Bompiani, 1998. ISBN 88-452-3777-X.
- Testi in Giovanna Rosso Del Brenna (a cura di), Luoghi di affezione, Milano, Triennale di Milano, 1999. ISBN 88-8158-271-6.
- Introduzione a Enrico Lancia, Fragili e virtuali. Il divismo di fine millennio, Roma, Cosmopoli, 2000.
- Testi di Gianni Miriantini e Giovanna Duri (a cura di), Lorenzo Mattotti. Segni e colori, Milano, Hazard, 2000. ISBN 88-86991-49-5.
- Prefazione a Leni Riefenstahl, Stretta nel tempo. Storia della mia vita, Milano, Tascabili Bompiani, 2000. ISBN 88-452-4354-0.
- Postfazione a Guido Michelone, I Simpson, Milano, Tascabili Bompiani, 2000. ISBN 88-452-4456-3.
- Guy Debord (contro) il cinema, a cura di e con Roberto Turigliatto, Milano, Il castoro, 2001. ISBN 88-8033-208-2.
- Lì e altrove, in Daniela Turco (a cura di), Amos Gitai. Cinema forza di pace, Recco, Le mani, 2002. ISBN 88-8012-199-5.
- Introduzione a Georges Bataille, L'esperienza interiore, Bari, Dedalo, 2002. ISBN 88-220-6247-7.
- Marco Melani, il viandante ebbro. Scritti, testimonianze, conversazioni, a cura di e con Fabio Francione, Alessandria, Falsopiano, 2002. ISBN 88-87011-49-4.
- Stati di cinema. Festival ossessione, Milano, Bompiani overlook, 2002. ISBN 88-452-4331-1.
- Aleksandr Sokurov. Eclissi di cinema, a cura di e con Stefano Francia di Celle e Alexei Jankowski, Torino, Associazione Cinema Giovani-Torino film festival, 2003.
- Prefazione a Lorenzo Esposito, Carpenter, Romero, Cronenberg. Discorso sulla cosa, Roma, Editori Riuniti, 2004. ISBN 88-359-5488-6.
- Pre/intervista a Roberto Carvelli, La comunità porno. La scena hard italiana in presa diretta, Roma, Coniglio, 2004. ISBN 88-88833-02-1.
- Introduzione a Guy Debord, Opere cinematografiche, Milano, Bompiani, 2004. ISBN 88-452-5398-8.
- Mister(o) Emmer. L'attenta distrazione, a cura di e con Stefano Francia di Celle, Torino, Torino Film Festival, 2004. ISBN 88-88357-31-9.
- Testi di Antonello Matarazzo, con Gabriele Perretta, Avellino, International Printing, 2005. ISBN 88-7868-002-8.
- Sul cinema di Guy Debord, in Pino Bertelli, Guy-Ernest Debord. Il cinema è morto, Ragusa, La fiaccola, 2005.
- L'acquario di quello che manca, Milano, La nave di Teseo, 2021. ISBN 978-88-346-0095-5.

## Premi
2024
- Premio Omaggio al Maestro[11]
- Best Feauture Film, Gli ultimi giorni dell'umanità, Festival Internacional de Cine de Tui, Play-Doc

2023
- Gigliato d'argento Città di Prato[12]

2022
- Premio Stefano Pittaluga[13]
- Premio Fedic[14] per il film Gli ultimi giorni dell'umanità alla 79ª Mostra internazionale d'arte cinematografica di Venezia
- Premio Announo[15] per il film Gli ultimi giorni dell'umanità, Festival i 1000(occhi)

2019
- Premio dell'Utopia, Locarno[16]

2017
- Premio Franco Quadri[17]

2003
- Premio Ortensia D'argento - La colombaia di Luchino Visconti

1999
- Premio Flaiano, Televisione e Radio[18]
- XXVIIII Premio Guidarello per il Giornalismo d'Autore (Ravenna 16 X 1999)

1996
- Targa Lumière, Genova 27 Settembre

1990
- Premio giornalistico-letterario Città di Modena - premio nuovi linguaggi televisivi
- Premio "Pino Zac - Satira Politica" - Forte dei Marmi XVII Edizione